# Tops (sång)
Tops är åttonde spåret på Rolling Stones album Tattoo You, släppt 24 augusti 1981. Låten skrevs av Mick Jagger och Keith Richards och spelades in i november - december 1972.
Jagger sjunger här på sina ställen i falsett.
Texten handlar om en man som uppmuntrar en kvinna att söka lycka och framgång i att bli en stjärna. "You should leave this small town way behind / I'll be your partner / Show you the steps" (" Du borde lämna den här småstaden långt bakom dig / Jag kommer vara din partner / Visa dig stegen"), lyder några strofer på den tre minuter och 47 sekunder långa låten. Refrängen lyder: "I'll take you to the top / Hey baby / I'll take you to the top" ("Jag kommer att ta dig till toppen / Hallå raring / Jag kommer att ta dig till toppen").

## Medverkande musiker
- Mick Jagger - sång
- Keith Richards - elgitarr
- Mick Taylor - leadgitarr
- Bill Wyman - elbas
- Charlie Watts - trummor
- Nicky Hopkins - piano